# 三凹多粒螺
三凹多粒螺（学名：Moellendorffia trisinuata）为坚齿螺科多粒螺属的动物，是中国的特有物种。

## 分佈
本物種分佈於中国的广东、海南、广西等地及香港。生活环境为陆地，多生活于山区、丘陵地带潮湿的灌木丛草丛中、亂石堆裡以及落葉石塊下。

## 亞種
本物種有兩個亞種：